# Volharding 1 (schip, 1929)
De Volharding 1 is een door stoom aangedreven Nederlandse sleepboot. Het schip werd als Harmonie 6 gebouwd bij Scheepswerf de Hoop in Hardinxveld voor de heer Van Loon uit Vreeswijk. Hij bestelde het schip als “Zeeland–type” met open bunkerluiken en met de mast strijkbaar naar voren. Het vermogen diende minimaal 28 PK te bedragen. Bij de proefvaart fungeerde de heer P. Sarras als kapitein. Voor de opwekking van elektriciteit aan boord was een op stoom werkende staande lichtmachine (generator) gebruikt.
In mei 1940 werden de bommen van de Luftwaffe ontweken op het Amsterdam-Rijnkanaal en op de sluis in Vreeswijk werd de stoomsleepboot naar Wageningen gestuurd voor evacuatie van mensen en dieren (koeien en paarden). De reizen gedurende de oorlogstijd zijn niet achterhaald.
In 1951 werd het schip verkocht aan de  V.O.S. (Verenigde Onafhankelijke Sleepdienst), waarvoor aan de werf in Rotterdam aan de Nassauhaven modificaties werden uitgevoerd. Onder andere werd een schroefas-generator ingebouwd, een Delco-Remy afkomstig van het US leger depôt, die geen extra stoom vroeg. Verder werd het roer aangepast. Vanaf 1 Juni 1951 voer het schip onder de naam Volharding 1.
Na de watersnoodramp van 1 februari 1953 werd de sleepboot, samen met de Volharding 14, in augustus 1953 aan een aannemerscombinatie te Zierikzee verhuurd en ingezet voor het dijkherstel in de provincie Zeeland.
Het schip voldeed niet meer in de sleepdienst voor Rotterdam en werd voornamelijk nog ingezet voor het leveren van stoom aan zeeschepen en bedrijven zoals stoomwasserijen, waarvan de eigen ketel voor reparaties of de verplichte jaarlijkse keuring tijdelijk buiten bedrijf gesteld was en men op deze manier toch het bedrijf draaiend konden houden. In 1967 werd het schip uit de vaart genomen en met de kap over de schoorsteen opgelegd in de Dokhaven.
Het werd voor recreatief gebruik te koop aangeboden voor ƒ 1,--, onder de voorwaarde dat de koper het schip onder stoom in de vaart zou houden. Zelfs voor dat bedrag werd geen particuliere koper gevonden, omdat het verplichte onderhoud en keuringen van een stoomketel veel geld zou gaan kosten. Toch werd in 1967 een koper gevonden in de vorm van het scheepvaartmuseum "Prins Hendrik" te Rotterdam, dat het schip voor dat bedrag van f 1,-- kocht. De Cosmopoliet 2 bracht het schip naar de Leuvehaven. Twee jaar lang werd aan het schip geen onderhoud gepleegd, maar daarna werd het verhaald naar de werf Van der Giessen-de Noord, waar het langzamerhand weer werd opgeknapt.
Op 22 december 1978 werd de Volharding 1 in langdurig bruikleen gegeven aan de Vereniging Volharding 1, die op 25 Mei 1978 werd opgericht en een bruikleenovereenkomst had gesloten met het Prins Hendrik museum. Om het schip te restaureren, onderhouden en exploiteren. In 2003 werd Het Havenmuseum officieel eigenaar van het schip.
De Volharding 1 heeft tegenwoordig als varend monument haar vaste ligplaats in de Leuvehaven en tijdens de laatste restauratie is de triple-expansie machine door vrijwilligers van het museum geheel in eigen beheer gereviseerd en is er in de ketel een nieuwe vuurgang aangebracht.

## Trivia
- Op maandag 4 augustus 2008 escorteerde de Volharding 1 het SS Rotterdam van Hoek van Holland naar Rotterdam.
- Op zaterdag 6 juni 2009 werd zonder problemen de historische Dortmunder Rival van Arie Hoek van de Rotterdamse Leuvehaven naar Dordrecht gesleept voor deelname aan de manifestatie ‘Vaart in Dordt 2009’.[2]